# Земля Пірі

Земля Пірі — розташування на мапі Гренландії

Земля Пірі (дан. Peary Land) — півострів на крайній півночі Гренландії, між затоками Вікторія-фіорд і Індепенденс-фіорд. Омивається з півночі морем Лінкольна і Північним Льодовитим океаном.
Рельєф переважно гірський, максимальна висота — 1920 м. Узбережжя розчленоване фіордами (найбільший — Фредерік-Хайд-фіорд). Західна частина (Земля Нерса) і найбільш піднесені частини гір Рузвельта і Ганс-Егеде покриті льодовиками. На півострові знаходиться найпівнічніший мис Гренландії — Моррис-Джесуп.
Півострів був названий на честь американського полярного дослідника Роберта Пірі, який досліджував цей район в 1900 році.
Земля Пірі не є частиною будь-якого муніципалітету, але є частиною Національного парку Північно-Східної Гренландії. Розмір регіону становить близько 375 км зі сходу на захід і 200 км з півночі на південь, загальною площею 57 000 км². Розташовано лише трохи більше 700 км на південь від Північного полюса. Терен майже повністю вільний від льодовикової шапки. Опадів настільки мало (лише від 25 до 200 мм на рік, усе у вигляді снігу), що є полярною пустелею. Терен не зазнав зледеніння під час останнього льодовикового періоду. Проте в її західній частині є місцева льодовикова шапка Ганс Таусен, з товщиною криги щонайменше 344 м.

## Флора і фауна
Карибу та мускусні бики живляться розрідженою рослинністю, яка охоплює лише близько 5 % поверхні та включає 33 види квіткових рослин. Інша фауна включає арктичну лису, арктичного вовка, білого ведмедя та арктичного зайця.

## Палеокультури
Півострів був заселений трьома окремими культурами, за часів кліматичних оптимумів:
- Культура Індепенденс I, палеоескімська (близько 2000 р. до н. е., найдавніші знахідки — 2400 р. до н. е.)
- Культура Індепенденс II, палеоескімська (800 р. до н. е. до 200 р. до н. е.)
- Культура Туле (пращури сучасних інуїтів, близько 1300 р. н. е.)

## Корисні копалини
На північному сході Землі Пірі, у Цитроненфіорд, у 1993 році були винайдені великі цинко-свинцеві родовища. Вони є найпродуктивнішими із ще нерозроблених родовищ цинку у світі.[джерело?]